# Onthophagus senex
Onthophagus senex là một loài bọ cánh cứng trong họ Bọ hung (Scarabaeidae).